# Cabo Girão
El cabo Girão es un elevado acantilado situado en la costa sur de la isla de Madeira, en el archipiélago portugués de Madeira. El cabo Girão es un mirador popular, especialmente después de la instalación en octubre de 2012, de una plataforma de observación con suelo de vidrio.
El cabo se encuentra situado a menos de dos kilómetros al oeste del centro de Câmara de Lobos, entre las parroquias de Quinta Grande y Câmara de Lobos. Constituye un escarpado acantilado en forma de diamante de entre 560 y 589 metros de altura sobre el nivel del mar y constituye uno de los acantilados más altos de Europa. Se encuentra entre los valles de dos ríos que desembocan en el Océano Atlántico. 
Al pie del acantilado existe una pequeña zona de cultivos llamada Fajãs do Cabo Girão, a la que hasta la construcción de un teleférico en 2003, solo se podía acceder por mar.

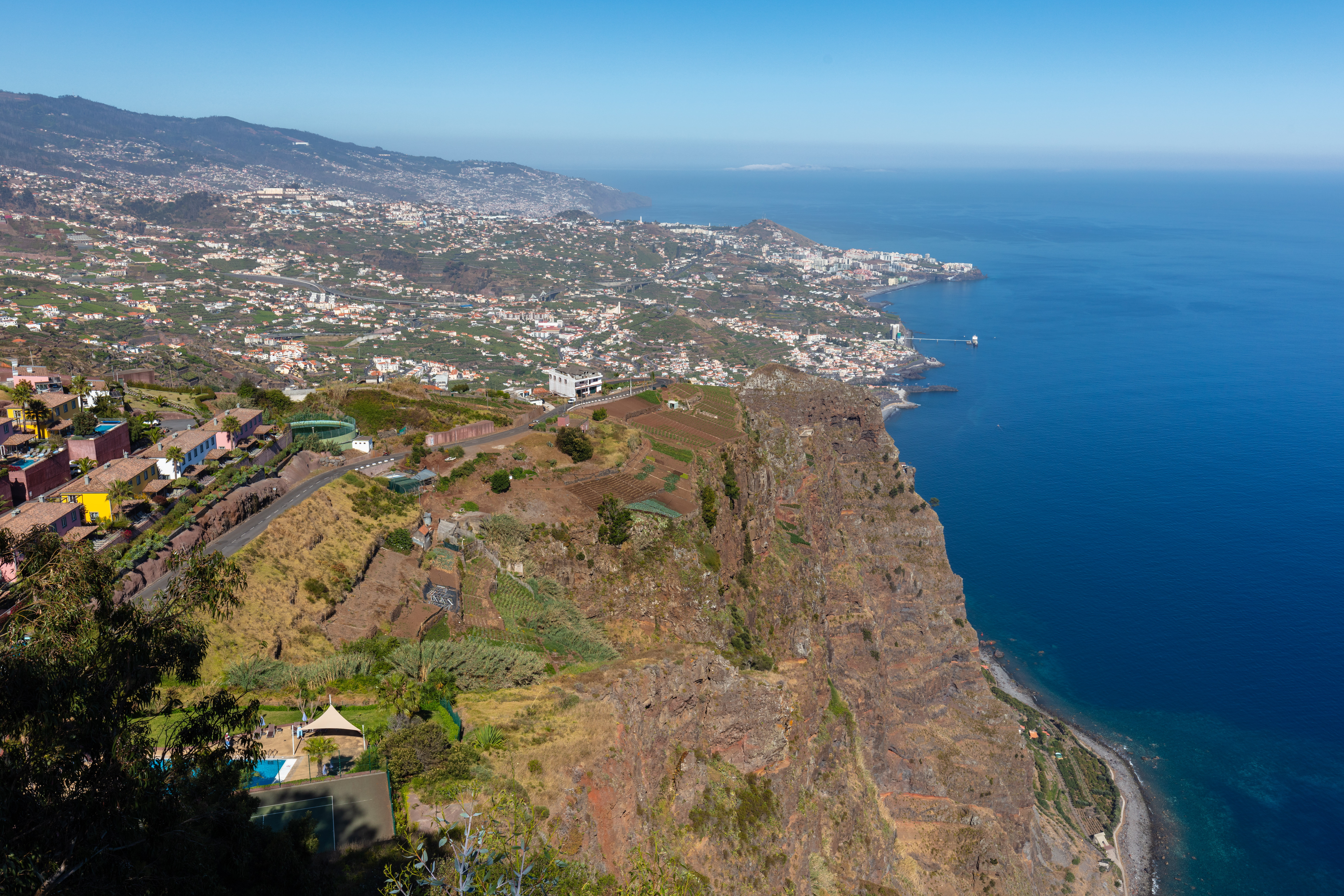
Vista de Funchal desde Cabo Girão